# الانتخابات العامة في بيرو 2021
أجريت الانتخابات العامة في بيرو في 11 أبريل 2021. حيث احتاجت الانتخابات الرئاسية لاختيار الرئيس ونائبيه إلى جولة للإعادة بين أعلى اثنين من المرشحين في 6 يونيو 2021. حددت انتخابات الكونجرس تكوين كونغرس بيرو، وكان التنافس على جميع المقاعد البالغ عددها 130.
شارك ثمانية عشر مرشحا في الانتخابات الرئاسية، وهو أكبر عدد من المرشحين منذ الانتخابات العامة في بيرو عام 2006. حصل بيدرو كاستيلو، عضو حزب بيرو الحر اليساري، على أكبر عدد من الأصوات في الجولة الأولى، ودخل جولة الإعادة مع كيكو فوجيموري، زعيم القوة الشعبية اليمينية الذي كان قد خسر في السابق في جولات الإعادة في انتخابات 2011 و2016. أشار الفرز الرسمي للجولة الثانية من قبل المكتب الوطني للعمليات الانتخابية إلى أن كاستيلو فاز بنسبة 50.13٪ من الأصوات الصحيحة، بفارق 44263 عن فوجيموري، لكن الإعلان عن النتيجة الرسمية التي تصدق على النتيجة من قبل لجنة تحكيم الانتخابات الوطنية قد تأخر بعد ذلك. كان هناك اتهامات بتزوير انتخابي من قبل سياسيين معارضين. اختير كاستيلو رئيساً منتخبًا من قبل لجنة التحكيم الوطنية للانتخابات في 19 يوليو، ومن المقرر أن يبدأ ممارسة سلطاته في 28 يوليو.

## النظام الانتخابي

### الانتخابات الرئاسية
يجري انتخاب الرئيس بنظام الدورتين. أُجريت الجولة الأولى من التصويت في 11 أبريل. إذا حصل أحد المرشحين في الجولة الأولى على أكثر من 50٪ من الأصوات الشعبية، فسيفوز تلقائيًا في الانتخابات ولن تكون هناك حاجة إلى جولة ثانية. لكن نتائج الجولة الأولى لم تُرجح قوز أحد المرشحين، لذا فقد جرت جولة الإعادة بين المرشحين الحاصلين على أكبر عدد كبير من الأصوات، في 6 يونيو.

### انتخابات الكونجرس
يتم انتخاب أعضاء الكونجرس الـ 130 في 27 دائرة انتخابية متعددة الأعضاء باستخدام التمثيل النسبي للقائمة المفتوحة. لدخول الكونجرس، يجب على الأحزاب إما تجاوز عتبة 5٪ الانتخابية على المستوى الوطني، أو الفوز بسبعة مقاعد على الأقل في دائرة انتخابية واحدة. يتم تخصيص المقاعد بطريقة هوندت D'Hondt.

### برلمان الأنديز
تحتل بيرو 5 أماكن في برلمان الأنديز ويتم انتخابها باستخدام دائرة انتخابية مشتركة عن طريق القائمة المفتوحة.

## التاريخ

### اقتراح انتخابات مبكرة
قدم الرئيس مارتين فيزكارا في البداية تشريعات (تعديل دستوري) من شأنها أن تحدد الشروط لإجراء انتخابات مبكرة في عام 2020. إذا نجحت، فلن يكون فيزكارا مؤهلا لإعادة انتخابه. كان من المقرر إجراء الانتخابات العامة في بيرو لعام 2020 في 11 أبريل 2020، لانتخاب رئيس جديد لجمهورية بيرو، إلى جانب 130 عضوًا في الكونغرس في بيرو. تقرر في النهاية عقدها في 26 يناير 2020. وندد نواب المعارضة باقتراح فيزكارا ودافعوا عن ممارسة الحكم لمدة خمس سنوات. تم رفض هذا التعديل الدستوري.

### موعد الانتخابات الرسمي
أُجريت الانتخابات العامة في بيرو لعام 2021 في 11 أبريل 2021، لانتخاب رئيس جمهورية بيرو، ونائبين للرئيس من نفس الحزب، و130 عضوًا في كونجرس بيرو إضافة إلى 5 برلمانيين لبرلمان الأنديز لمدة خمس سنوات من 2021 إلى 2026.
في 11 أبريل، تم انتخاب 130 عضوًا في الكونغرس في 27 دائرة انتخابية، بما يعادل 24 مقاطعة، ومقاطعة ليما، ومقاطعة كالاو الدستورية، والمقيمين في الخارج.
يؤدي أعضاء الكونجرس المنتخبون اليمين ويتولون مناصبهم في موعد أقصاه 27 يوليو 2021 ؛ سيقوم الرئيس الدستوري للجمهورية ونوابه المنتخبون بذلك في 28 يوليو 2021.

## الترشيحات الرئاسية

### المرشحون الرئاسيون الرئيسيون
| تذاكر رئاسية                                          |                                                       |                                              |                                                 |                                                     |                                                     |
| هيا بلدي - حزب التكامل الاجتماعي                      | النصر الوطني                                          | القوة الشعبية                                | عمل شعبي                                        | معا من أجل بيرو                                     | بوديموس بيرو                                        |
|                                                       |                                                       |                                              |                                                 |                                                     |                                                     |
| Hernando de Soto                                      | جيورجي فورسيث                                         | [[كيكو فوجيموري\|{{لون]]}}                   | [[Yonhy Lescano\|Yonhy Lescano]] ‏               | فيرونيكا فاني مندوزا                                | [[Daniel Urresti\|Daniel Urresti]] ‏                 |
|                                                       |                                                       |                                              |                                                 |                                                     |                                                     |
| رئيس معهد الحرية والديمقراطية (1979 إلى الوقت الحاضر) | عمدة لا فيكتوريا (2019-2020)                          | عضو الكونغرس من ليما (2006-2011)             | عضو الكونغرس من بونو / ليما (2001-2019)         | عضو الكونغرس من كوزكو (2011-2016)                   | عضو الكونغرس من ليما (2020-2021)                    |
| النائبين المرشحين                                     |                                                       |                                              |                                                 |                                                     |                                                     |
| الأول: كورين فلوريس الثاني: خايمي سالومون             | الأول: باتريشيا أريفالو الثاني: خورخي شافيز ألفاريز   | الأول: لويس غالاريتا الثاني: باتريشيا خواريز | الأول: جيزيلا تيبي الثاني: لويس ألبرتو فيلاردي  | الأول: خوسيه أنطونيو دي إيتشاف الثاني: لوزميلا عياي | الأول: ماريا تيريزا كابريرا الثاني: ويلبرت البرتغال |
|                                                       |                                                       |                                              |                                                 |                                                     |                                                     |
| التحالف من أجل التقدم                                 | بيرو الحرة                                            | الحزب الأرجواني                              | الحزب القومي البيروفي                           | التجديد الشعبي                                      | نحن بيرو                                            |
|                                                       |                                                       |                                              |                                                 |                                                     |                                                     |
| سيزار أكونا                                           | Pedro Castillo                                        | خوليو غوزمان                                 | أويانتا هومالا                                  | [[Rafael López Aliaga\|Rafael López Aliaga]] ‏       | [[Daniel Salaverry\|Daniel Salaverry]] ‏             |
|                                                       |                                                       |                                              |                                                 |                                                     |                                                     |
| حاكم لا ليبرتاد (2015)                                | مدرس، منظم اتحاد من كاخاماركا (1995 إلى الوقت الحاضر) | أمين عام ديوان رئيس مجلس الوزراء (2012-2013) | رئيس بيرو (2011-2016)                           | عضو مجلس مدينة ليما (2007-2010)                     | عضو الكونغرس من لا ليبرتاد (2016-2019)              |
| النائبين المرشحين                                     |                                                       |                                              |                                                 |                                                     |                                                     |
| الأول: كارمن أومونتي الثاني: لويس إيبريكو             | الأول: دينا بولوارت الثاني: فلاديمير سيرون            | الأول: فلور بابلو الثاني: فرانسيسكو ساغاستي  | أولاً: أنا ماريا ساليناس الثاني: ألبرتو أوتارولا | الأول: نيلدي ميندوزا الثاني: خورخي مونتويا          | الأول: ماتيلد فرنانديز الثاني: خورخي بيريز فلوريس   |

- جيورجي فورسيث هو لاعب كرة قدم سابق، حيث كان حارس مرمي. وهو ابن الدبلوماسي هارولد فورسيث، دخل السياسة كعضو في مجلس مقاطعة لا فيكتوريا في عام 2010، وكان عمدة للمنطقة من عام 2019 حتى استقالته في أكتوبر 2020 للترشح للرئاسة.[21][22] لم يكن منتميًا إلى السياسة الحزبية في السابق، توصل إلى اتفاق مع National Restoration لخوضه الانتخابات الرئاسية. قدم الحزب عند تسجيله تغييرًا في الاسم ليُمثل حزب النصر الوطني للانتخابات العامة.[23]
- بيدرو كاستيلو هو مرشح بيرو الحر ومدرس من مدينة كاخاماركا.[24] وكان من المدافعين عن المناطق الريفية من الدرب الساطع في الثمانينيات،[25][26] وسياسي مع حزب يسار الوسط Possible Peru من 2002 إلى 2017.[27] حاز الاهتمام في عام 2017، حيث قاد إضرابات متعددة للمعلمين في خمس مناطق ضد إدارة بيدرو بابلو كوتشينسكي.[28] دعا كاستيلو إلى إعادة التفاوض بشأن العقود الحكومية مع الشركات الكبيرة وإعادة كتابة الدستور لحماية البيروفيين من السيطرة الأجنبية.[25]
- كيكو فوجيموري هي زعيمة القوة الشعبية المحافظة واليمينية المتطرفة.[29][30][31] ابنة الرئيس السابق ألبرتو فوجيموري، لا تزال شخصية مستقطبة في السياسة البيروفية منذ آخر انتخابات رئاسية لها في عام 2016، ولكن مع دعم أقل بسبب دور التكتل البرلماني المعرقل خلال رئاستي بيدرو بابلو كوشينسكي ومارتن فيزكارا.[32] لا يزال يُنظر إليها بشكل سلبي من قِبل عدد من الأشخاص الذين يعارضون فوجيموري لانتهاكات حقوق الإنسان والممارسات الفاسدة، ومعظمهم من الطيف اليساري، والذين يخشون أن فوزها سيكون بمثابة عودة لعهد «فوجيموري». بالإضافة إلى ذلك، شاركت في فضيحة Odebrecht، التي قضت بسببها في الحبس الاحتياطي منذ 2018 ثم حصلت على الإفراج المشروط في 2020.[33] ومنذ ظهورها الأول في حملتها الانتخابية، تعهدت بالعفو عن والدها إذا فازت بالرئاسة في جولتها الثالثة.[34]
- يونهي ليسكانو هو مرشح بوبيولار أكشن (AP). خدم في الكونغرس البيروفي من 2001 إلى 2019 ممثلاً ن دائرة بونو ثم ليما، حصل على الترشيح بموجب منافسة يسارية في انتخابات تمهيدية تنافسية ضد ألفريدو بارنيشيا الأكثر تحفظًا.[35] يرتكز دعمه على المرتفعات، وبشكل أكثر دقة في بونو والمناطق الريفية المحيطة.[36]
- فيرونيكا فاني مندوزا مرشحة «معا من أجل بيرو» (JPP) وزعيمة الاشتراكية الديمقراطية، وهي حركة جديدة في بيرو.[37] نظرًا لعدم تمكنها من تسجيل حزبها في الوقت المحدد للانتخابات، فقد أبرمت اتفاقًا سياسيًا مع حزب معا من أجل بيرو لخوض انتخابات الرئاسة. ظلت منصتها اليسارية مثيرة للجدل منذ ترشحها لأول مرة في الانتخابات الرئاسية عام 2016، حيث احتلت المركز الثالث وكانت سببًا أساسيًا في فوز بيدرو بابلو كوشينسكي في جولة الإعادة من خلال دعمه لمنع كيكو فوجيموري من الفوز.[38] كانت عضوًا في الكونغرس البيروفي من 2011 إلى 2016، ممثلة عن دائرة كوسكو.[39]
- رافائيل لوبيز ألياجا هو زعيم التجديد الشعبي.[40] رجل أعمال ليس لديه خبرة سياسية سابقة، اكتسب زخمًا سياسيًا بسبب خطابه شديد التحفظ، إضافةً إلى إعلانه عن نفسه بأنه «بولسونارو بيرو» بسبب آرائه الدينية وسياساته اليمينية المتطرفة المماثلة للرئيس البرازيلي.[41][42][43] تعمل حملته في إطار برنامج يميني كامل يعارض الإجهاض وزواج المثليين.[44][45] جرى توثيق تعاونه مع الفوجيموريين وحزب القوة الشعبية لكيكو فوجيموري.[46]
- هيرناندو دي سوتو هو مرشح «هيا بلدي».[47] خبير اقتصادي في السوق الحرة متخصص في الاقتصاد غير الرسمي وأهمية الأعمال التجارية وحقوق الملكية، كان المستشار الرئيسي للرئيس ألبرتو فوجيموري ومساعده في تحقيق استقرار الاقتصاد الكلي في بيرو في أعقاب العقد الضائع.[48] بالإضافة إلى ذلك، عمل مستشارًا اقتصاديًا لقادة العالم منذ تأسيس معهد الحرية والديمقراطية (ILD)، وهو مركز أبحاث للتنمية الاقتصادية مقره في ليما. عمل لفترة وجيزة في القطاع العام حيث كان عضوًا في مجلس إدارة بنك بيرو الاحتياطي المركزي في عام 1979. أيد في الانتخابات السابقة ترشيح كيكو فوجيموري، وكان واحدًا من مستشاريها.[49][50] وقد وصف المحللون حزبه بأنه مجرد أداة انتخابية بسبب ملفه الفني.[51]
- خوليو غوزمان هو مؤسس وزعيم الحزب الأرجواني. كان إداريًا عامًا سابقًا، وقد ترشح لأول مرة للرئاسة في عام 2016 عن «الجميع من أجل بيرو»، ولكن تم استبعاده بسبب مخالفات في عملية الترشيح.[52][53] يُشارك حزبه حاليا في الحكومة مع فرانسيسكو ساغاستي الذي صار رئيسًا لبيرو بعد عزل مارتن فيزكارا واستقالة مانويل ميرينو، الأمر الذي أثر سلبا على حملته الانتخابية بسبب طريقة إدارة الحكومة لوباء COVID-19 في بيرو.[54][55] بالإضافة إلى ذلك، أدت فضيحة تتعلق بهروبه من حريق في شقة أثناء مأدبة غداء كُشف عنها في أوائل عام 2020 إلى مزيد من الضرر بشخصيته العامة.[56]
- دانيال أوريستي هو جنرال سابق في الجيش عمل وزيرًا للداخلية في رئاسة أولانتا هومالا. تم انتخابه لعضوية الكونجرس البيروفي بأعلى عدد من الأصوات في عام 2020، وحصل على ترشيح الحزب للرئاسة باعتباره المرشح الوحيد.[57][58] ترشح سابقًا للرئاسة عن الحزب القومي البيروفي في عام 2016، على الرغم من سحب الحزب تذكرته من السباق، كما حل في المركز الثاني لرئيس بلدية ليما في الانتخابات البلدية 2018 مع حزب بوديموس بيرو.[59] يخضع حاليًا للتحقيق في جريمة قتل صحفي خلال السنوات التي قضاها في الجيش البيروفي، والتي ثبت أن لها آثارًا سلبية على حملته، بالإضافة إلى ظهوره الإعلامي المثير للسخرية منذ سنوات ما قبل الكونجرس.[60][61]
- أويانتا هومالا هو زعيم الحزب القومي البيروفي والرئيس الوحيد السابق لبيرو الذي يترشح لولاية ثانية غير متتالية. وهو مقدم سابق بالجيش، ظل غير محبوب طوال فترة رئاسته بسبب التقدم القليل الذي حققته حكومته، بالإضافة إلى قضاء فترة احتجاز قصيرة من 2017 إلى 2018 لاتهامه بتلقي رشاوى في فضيحة Odebrecht، والتي لا يزال يجري التحقيق فيها مع زوجته نادين هيريديا.[62][63]
- دانيال سالافيري هو مرشح «نحن بيرو». مهندس معماري من لا ليبرتاد، بدأ حيات السياسية في منصب رئيس بلدية تروخيو مع حزب التحالف الثوري الشعبي الأمريكي في عام 2010، و«القوة الشعبية» في عام 2014. وجرى انتخابه في الكونجرس البيروفي في عام 2016.[64] بصفته عضوًا في الكتلة الحزبية للأغلبية، تم انتخابه رئيسًا للكونجرس في عام 2018، لكنه استقال من المؤتمر الحزبي لأنه تلقى ضغوطًا من قيادة الفوجيموريين لتقويض رئاسة مارتن فيزكارا.[65] في حملته الانتخابية، يظل فيزكارا رصيده السياسي الرئيسي في ترشحه للرئاسة بسبب ترشح الرئيس السابق للكونجرس لدائرة ليما.[66]
- سيزار أكونا هو مؤسس وقائد التحالف من أجل التقدم. رائد أعمال في مجال التعليم، دخل السياسة في عام 2000 عندمابانتخابه لعضوية الكونجرس البيروفي، الذي ظل فيه حتى عام 2006. ثم شغل منصب رئيس بلدية تروخيو من 2007 إلى 2014، وحاكمًا لا ليبرتاد في عام 2015. ترشح في البداية للرئاسة في عام 2016، ولكن تم استبعاده بسبب مزاعم بشراء أصوات في الحملة الانتخابية.[67] تضاءلت شعبيته بسبب سجلات التصويت الأخيرة لحزبه في الكونجرس، مما يتعارض مع خطاب حملته، على الرغم من أنه في البداية كان يقود اقتراع الكونجرس بعد حصوله بشكل مثير للإعجاب على ثاني أكبر عدد من المقاعد في الانتخابات البرلمانية لعام 2020.[68]

### المرشحون الرئاسيون الأقل حظًا
- ألبرتو بينغوليا هو زعيم حزب الشعب المسيحي من يمين الوسط.[69] خدم سابقًا في الكونجرس البيروفي من 2011 إلى 2016.[70] قبل دخوله السياسة، كان صحفيا رياضيا ناجحا. في الآونة الأخيرة، ترشح لمنصب رئيس بلدية ليما في الانتخابات البلدية لعام 2018، والتي احتل فيها المركز الرابع.[71]
- ماركو أرانا هو زعيم الجبهة العريضة، وهو تحالف يساري غير رسمي من الأحزاب والنقابات.[72] أسقف سابق من كاخاماركا، ترشح لمنصب نائب الرئيس في عام 2016 مع فيرونيكا ميندوزا كمرشح رئاسي للحزب.[73] خدم في الكونجرس البيروفي من 2016 إلى 2019.
- رافائيل سانتوس هو مرشح بيرو Secure Homeland.[74] رجل أعمال في منطقة التصدير الزراعية، دخل السياسة عندما ترشح بنجاح لمنصب عمدة بويبلو ليبر في عام 2006. أعيد انتخابه في عام 2010، لكنه فشل في الحصول على فترة ولاية ثالثة في عام 2014. كان عضوًا سابقًا في حزب الشعب المسيحي.[75]
- خوسيه فيغا هو زعيم الاتحاد من أجل بيرو.[76] عضو الكونجرس عن دائرة ليما، زاد من تطرف حزبه بعد اتفاقه مع زعيم التمرد العسكري المسجون أنتورو هومالا، شقيق الرئيس السابق أولانتا هومالا.[77] شغل سابقًا فترة ولاية كاملة في الكونجرس البيروفي من عام 2006 إلى عام 2011.
- سيرو غالفيز هو زعيم النهضة الوطنية المتحدة.[78] محامٍ وكاتب عدل مقره في جونين، لا يزال برنامجه محافظًا، معلناً أنه يتعارض مع حقوق مجتمع الميم. بالنسبة للانتخابات، تشمل بطاقته القس ورجل الأعمال السابق كلاوديو زولا كأول نائب له، بسبب اتفاق سياسي مع حزب بيرو الليبرالي الجديد، وهي حركة ليبرالية بقيادة زولا.[79]
- أندريس الكانتارا هو زعيم الديمقراطية المباشرة.[80] وهو شعبوي يساري، ويترأس جمعية متقاعدي الإسكان FONAVI، والتي قام بحملتها بقوة منذ أوائل العقد الأول من القرن الحادي والعشرين حتى عام 2010 من أجل نقل الحكومة للمعاشات التقاعدية بالكامل، والذي تحقق بعد الاستفتاء. برنامج حملته يستعد لإصلاح دستور بيرو واستبداله في النهاية.[81] ترشح لمنصب نائب الرئيس في الانتخابات العامة الثلاث الأخيرة.[82]

### المرشحون المنسحبون
| حزب              | تذكرة               | تذكرة                | تذكرة                    | انسحاب        | انسحاب                                                                  |
| اسم              | عن الرئيس           | النائب الأول         | النائب الثاني            | تاريخ         | الدافع                                                                  |
| ---------------- | ------------------- | -------------------- | ------------------------ | ------------- | ----------------------------------------------------------------------- |
| حزب Aprista بيرو | نيديا فيلتشيز يوكرا | إيفان هيدالجو روميرو | أولغا كريبيلروس شيغيهارا | 16 يناير 2021 | مطالبة هيئة التحكيم الوطنية برفض إدراج قوائم نيابية بعد الموعد النهائي. |

### المرشحون المرفوضون
| حزب                 | تذكرة                  | تذكرة           | تذكرة            | الرفض          | الرفض                                                                                         |
| اسم                 | عن الرئيس              | النائب الأول    | النائب الثاني    | تاريخ          | الدافع                                                                                        |
| ------------------- | ---------------------- | --------------- | ---------------- | -------------- | --------------------------------------------------------------------------------------------- |
| حزب كونتيجو السياسي | بيدرو أنجولو أرانا     | Casimira Mujica | الكسندر فون إرين | 22 ديسمبر 2020 | لم يتم الوفاء بالموعد النهائي للتسجيل في الانتخابات في الوقت المحدد.                          |
| دولة بيرو           | فرانسيسكو دييز كانسيكو | نانسي كاسيريس   | مانويل سالازار   | 22 ديسمبر 2020 | لم يتم الوفاء بالموعد النهائي للتسجيل في الانتخابات في الوقت المحدد.                          |
| أمام الأمل 2021     | فرناندو أوليفيرا       | إليزابيث ليون   | كارلوس كواريسما  | 24 ديسمبر 2020 | لم يستوف الحزب متطلبات التسجيل للمشاركة.                                                      |
| كل شيء لبيرو        | فرناندو سيلونيز        | بلانكا وونغ     | خايمي فروونت     | 26 ديسمبر 2020 | افتقد الحزب للشرعية للمشاركة في الانتخابات بسبب الخلافات القانونية الداخلية التي لم يتم حلها. |

### المرشحين غير المؤهلين
| حزب                    | تذكرة                | تذكرة                | تذكرة               | الرفض          | الرفض |
| اسم                    | عن الرئيس            | النائب الأول         | النائب الثاني       | تاريخ          | الدافع |
| ---------------------- | -------------------- | -------------------- | ------------------- | -------------- | --- |
| الاتحاد من أجل بيرو    | خوسيه فيجا           | هايدي أندرادي        | دانيال باراغان      | 29 ديسمبر 2020 | معلومات غير كاملة عن الدخل في استمارة تسجيل المرشحين. تم إلغاء القرار في النهاية من قبل لجنة التحكيم الوطنية للانتخابات، وبالتالي تم قبول التذكرة وتسجيلها في 6 فبراير 2021.         |
| التحالف من أجل التقدم  | سيزار أكونيا         | كارمن أومونتي        | لويس إيبيريكو نونيز | 8 يناير 2021   | معلومات غير كاملة عن دخل المرشح الرئاسي في استمارة التسجيل. ألغت هيئة المحلفين الوطنية للانتخابات عدم الأهلية في 22 يناير 2021، بعد استئناف.                                         |
| نستطيع بيرو            | دانيال اوريستي       | ماريا تيريزا كابريرا | ويلبرت البرتغال     | 4 فبراير 2021  | أسئلة بلا إجابة حول الديمقراطية الداخلية للحزب. ألغت هيئة المحلفين الوطنية للانتخابات عدم الأهلية في 18 فبراير 2021، بعد استئناف.                                                    |
| النصر الوطني           | جورج فورسيث          | باتريشيا أريفالو     | خورخي شافيز ألفاريز | 10 فبراير 2021 | معلومات غير كاملة عن الدخل في استمارة تسجيل المرشحين. ألغت هيئة المحلفين الوطنية للانتخابات عدم الأهلية في 5 مارس 2021، بعد استئناف.                                                 |
| التجديد الشعبي         | رافائيل لوبيز ألياجا | نيلدي ميندوزا        | خورخي مونتويا       | 25 فبراير 2021 | التصريح العلني للمرشح بشأن التبرع براتبه للجمعيات الخيرية في حالة انتخاب رئيس يُفترض أنه شراء للأصوات. ألغت هيئة المحلفين الوطنية للانتخابات عدم الأهلية في 5 مارس 2021، بعد استئناف. |
| النهضة الوطنية المتحدة | سيرو غالفيز          | سونيا غارسيا         | كلاوديو زولا        | 25 فبراير 2021 | معلومات غير كاملة عن دخل المرشح الرئاسي في استمارة التسجيل. ألغت هيئة المحلفين الوطنية للانتخابات عدم الأهلية في 5 مارس 2021، بعد استئناف.                                           |

## الحملة الانتخابية

### قضايا الحملة

#### دستور 1993
دعا العديد من المرشحين إلى الإصلاح الدستوري أو وضع دستور جديد تمامًا للحد من الفساد وتحقيق المزيد من الرخاء في بيرو. يشرف كونجرس بيرو على التغييرات الدستورية في بيرو. لإجراء استفتاء دستوري، يلزم تصويت الأغلبية من الكونجرس للموافقة على الانتخابات. كما سيتعين الموافقة على جميع الإصلاحات الدستورية المقترحة من قبل الكونجرس. بعد انتخابات الجولة الأولى وانقسام النتائج بين العديد من الأحزاب المختلفة في الكونغرس، صارت فرص المرشحين لتغيير الدستور محدودة.
كان الفساد منتشرًا في بيرو وقد تم لفت الانتباه إليه مؤخرًا خلال فضيحة مغسل السيارات Odebrecht، والتي تضمنت دفع Odebrecht للسياسيين للحصول على عقود لمشاريع الأشغال العامة. كتبت بي بي سي نيوز في عام 2019 أن «بيرو ربما تكون المكان الذي تسببت فيه [أودبريخت] في أشد أزمة» وأن «الفضيحة شوهت تقريبًا النخبة السياسية بأكملها في البلاد، كما تورطت جميع الأحزاب واللاعبين الرئيسيين.» أدت فضيحة Odebrecht إلى العديد من الأحداث في السياسة في بيرو؛ انتحار الرئيس السابق آلان جارسيا، والأمر بإلقاء القبض على الرئيس السابق أليخاندرو توليدو وكذلك أول عملية عزل ضد بيدرو بابلو كوتشينسكي ثم استقالته لاحقًا من الرئاسة. كما تم التحقيق مع اثنين من المرشحين في انتخابات عام 2021، وهما كيكو فوجيموري وجوليو جوزمان، بشأن رشاوى مزعومة من شركة Odebrecht خلال حملتهما الانتخابية السابقة. ورد خليفة كوتشينسكي، مارتين فيزكارا، على فضيحة أودبريشت بمبادرات متعددة لمكافحة الفساد، على الرغم من إقالة فيزكارا من منصبه بطريقة مثيرة للجدل لتورطه المزعوم في الفساد وتم استبداله برئيس الكونجرس مانويل ميرينو. كانت إزالة فيزكارا غير متوافق عليها عند مواطني بيرو وأدت إلى احتجاجات 2020 في بيرو. صار ميرينو رئيسًا لمدة خمسة أيام فقط ثم حل محله فرانسيسكو ساغاستي بعد تصويت الكونجرس.
اقترح بيدرو كاستيلو انتخاب جمعية تأسيسية لتغيير الدستور الموروث من نظام ألبرتو فوجيموري، حيث قال كاستيلو «إنه يعمل على الدفاع عن الفساد على نطاق واسع» وأنه سيحترم سيادة القانون من خلال الدعوة إلى استفتاء دستوري لتحديد ما إذا كان ينبغي تشكيل جمعية تأسيسية أم لا. تبنت فيرونيكا ميندوزا أيضًا دعوات لوضع دستور جديد بدلاً من التعديلات، حيث تنص على أن «إطارنا المؤسسي الوطني الحالي، المنصوص عليه في الدستور، ينص على أن التعليم والرعاية الصحية والإسكان هي مؤسسات هادفة للربح، وأن الحياة نفسها هي سلعة تباع وتشترى. ما يعنيه هذا هو أن السلطة السياسية تتركز في أيدي أصحاب المال، وليس في أيدي الشعب البيروفي».
استفاد جورج فورسيث، المرشح الأوفر حظًا في الحملة، من شهرته وعدم مشاركته في الأحزاب السياسية التقليدية التي يجري التحقيق فيها بشأن الفساد. وطالب فورسيث بإجراء تعديلات دستورية بدلاً من دستور جديد، ودعم تعديل من شأنه أن يعتبر الفساد جريمة ضد الإنسانية.
كانت كيكو فوجيموري من بين المرشحين القلائل الذين دعموا الدستور الحالي. صرحت فوجيموري بأنها ستُبقي دستور عام 1993 لوالدها ألبرتو فوجيموري في مكانه، وبدلاً من ذلك دعت إلى استخدام «اليد الثقيلة» إذا تم انتخابها رئيساً، قائلة: «لا يمكن أن تكون الديمقراطية ضعيفة. يجب أن يدعمها مبدأ راسخ للسلطة.»

#### جائحة كوفيد -19
تعد بيرو واحدة من أكثر الدول تضررًا في العالم من وباء COVID-19، حيث مات 0.5 ٪ على الأقل من السكان أثناء الوباء. اشتدت الأزمة بحلول يناير 2021 بسبب الموجة الثانية من الإصابات التي أدت إلى ارتفاع معدل إشغال الأسرة في وحدة العناية المركزة في بيرو إلى 90٪، حيث بدأ العاملون الطبيون في المشاركة في الإضرابات بسبب ظروف عملهم القاسية.
انتقد فورسيث عمليات الإغلاق بسبب COVID-19 التي اتخذتها الحكومة، قائلاً إنها تسببت في ضائقة اقتصادية وإنه يجب تفعيل مركز عمليات الطوارئ الوطنية (COEN) من أجل شراكة مدنية عسكرية لمكافحة المزيد من العدوى. انتقد مندوزا أيضًا كيفية بدء عمليات الإغلاق، قائلاً إن الحكومة يجب أن تقدم الدعم للعائلات المتضررة من عمليات الإغلاق، وشجعت شراكة مع الأرجنتين للحصول على لقاح أكسفورد-أسترا زينيكا وشجب التسويق التجاري المحتمل للقاح COVID-19 في بيرو.
في 24 فبراير 2021، باتباع نهج لتقديم المشورة إلى فرانسيسكو ساغاستي بشأن إدارة وباء COVID-19 في بيرو، أعلن هيرناندو دي سوتو أول حكومة ظل في تاريخ بيرو. تتألف بشكل أساسي من الفريق الفني لحملته، والغرض الرئيسي لحكومة الظل المعارضة هو تقديم بديل للحكومة للموافقة على مقترحات دي سوتو وتطبيقها خلال الأزمة.

#### الاقتصاد
نتيجة لوباء COVID-19، انخفض الناتج المحلي الإجمالي لبيرو بنسبة 30.2% في الربع الثاني من عام 2020، وهو أكبر انخفاض لجميع الاقتصادات الرئيسية، وأفلست العديد من شركات الخدمات الصغيرة التي تمثل غالبية الأعمال في اقتصاد بيرو خلال الأزمة. علق الخبراء الطبيون على أن شدة تفشي COVID-19 في بيرو يمكن تفسيرها على الأقل جزئيًا بسبب الظروف الاجتماعية والاقتصادية الحالية ؛ ما يقرب من ثلث سكان بيرو يعيشون في منازل مزدحمة، و72٪ لديهم وظائف غير رسمية تتطلب عملاً يوميًا، ويحتاج الكثيرون إلى السفر يوميًا إلى الأسواق لشراء الطعام لأن 49٪ فقط من الأسر تمتلك ثلاجات؛ حتى في المناطق الحضرية تبلغ النسبة 61٪ فقط.
وصفت عالمة السياسة باولا مونيوز من جامعة ديل باسيفيكو فورسيث بأنه «رجل مؤيد للأعمال التجارية»، بينما كتب أمريكاز كوارترلي «وجهات نظره حول القضايا الاقتصادية الكبرى أقل وضوحًا» شارك فورسيث رأي فوجيموري ودعمه لخصخصة المرافق العامة وتحرير الاقتصاد، حيث قال الاثنان إن التدخل الحكومي يعيق النمو. كما ذكرت فوجيموري أنها تريد أن تجعل «الدولة الشريك الرئيسي لرجال الأعمال». في المقابل، انتقد مندوزا السياسات النيوليبرالية التي تم وضعها في بيرو منذ تسعينيات القرن الماضي، وطالب «بإلغاء تسليع الخدمات مثل الصحة والتعليم والإسكان»، وشجع التمويل الحكومي لمشاريع الزراعة والطاقة المستدامة، مع حماية البيئة.

#### الهجرة
نتيجة لأزمة اللاجئين الفنزويليين، كانت بيرو موطنًا لأكثر من مليون فنزويلي في فبراير 2021. في ذلك الوقت، نُشرت القوات المسلحة البيروفية في عملية مشتركة مع نظرائها الإكوادوريين على الحدود بين الإكوادور وبيرو لمنع دخول المهاجرين غير الشرعيين، حيث ذكرت القوات المسلحة أنها كانت لمنع دخول المزيد من COVID-19 في بيرو. انتقدت منظمات حقوقية عسكرة الحدود، قائلة إنها غير مدربة تدريباً جيداً على أعمال الحدود وإنها تنتهك حقوق الإنسان للمهاجرين. كما ازدادت أعمال الكراهية تجاه الفنزويليين في بيرو، حيث ألقى بعض السياسيين باللوم في زيادة الجريمة على المهاجرين، على الرغم من أن معهد بروكينغز ومعهد سياسة الهجرة وجد أن الفنزويليين يشاركون في جرائم أقل في بيرو من مواطني بيرو الأصليين.
فيما يتعلق بموضوع الهجرة، اختلفت ردود فورسيث. وذكر أن «بيرو دولة سخية تفتح أبوابها للأجانب» بينما أيد أيضًا نشر المزيد من السلطات للسيطرة على الحدود، مشيرًا إلى أن المهاجرين «أذلوا شرطتنا الوطنية» و«نحتاج إلى مبدأ السلطة في البلد. [... ] نحن بحاجة إلى شرطة ذات صلاحيات للدفاع عنا جميعًا». فيما يتعلق بموقفها من الهجرة، صرحت ميندوزا: «يجب النظر إلى الهجرة على أساس المعايير الإنسانية. كما هاجر البيروفيون». على الرغم من أنه يجب وضع بعض الضوابط لمنع المجرمين من الدخول، إلا أنها روّجت للمهاجرين على أنهم «أشخاص يمكنهم المساهمة في البلاد». دعم فوجيموري زيادة الأمن على الحدود، وتعزيز استخدام الشرطة والقوات المسلحة البيروفية لحراسة الحدود.
دعا المرشح اليساري بيدرو كاستيلو مادورو إلى إعادة اللاجئين الفنزويليين إلى وطنهم الأصلي، قائلاً إن الفنزويليين وصلوا إلى بيرو «لارتكاب جرائم». ووصف كاستيلو أزمة اللاجئين الفنزويليين بقضية «الاتجار بالبشر»، وقال إنه سيمنح الفنزويليين الذين يرتكبون الجرائم 72 ساعة لمغادرة بيرو.

## التحليل

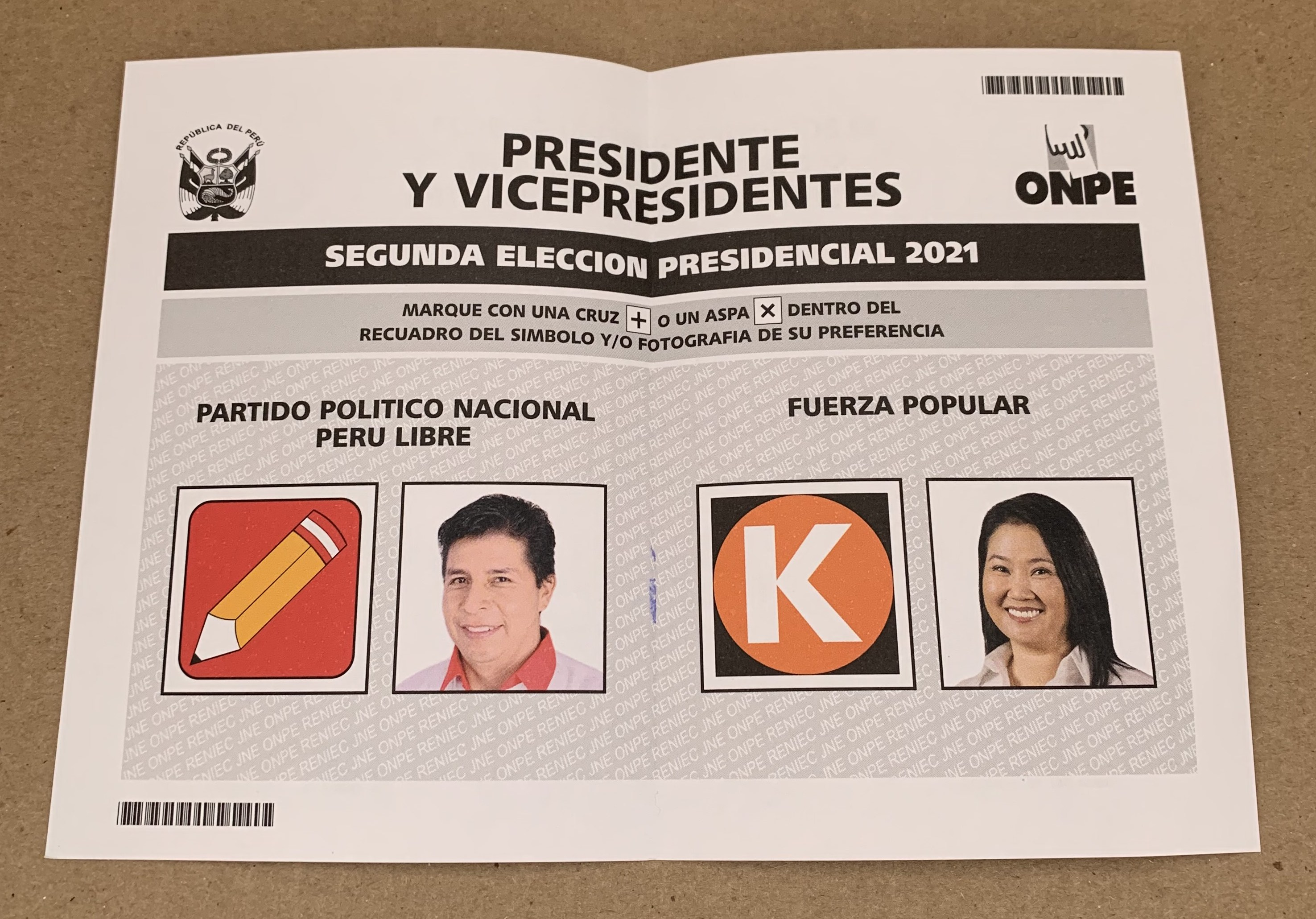
ورقة الاقتراع للجولة الثانية.

### السياسات الحزبية
تخضع الأحزاب السياسية في بيرو لسيطرة الأفراد الذين يسعون للحصول على مزاياهم الخاصة، وعادة ما تكون التعويض المالي. وفقًا لمجلة The Economist، كان الكسب غير المشروع السياسي هو التحدي الأكبر الذي يواجه بيرو بدلاً من المعارك الأيديولوجية في الصحافة. بسبب الانقسامات الكبيرة للأحزاب في الكونجرس، مع وجود أكثر من أحد عشر حزباً منتخباً فيه، كان من المتوقع أن يكون الشخص الذي يجري انتخابه للرئاسة ضعيفًا بسبب الكونجرس المنكسر. واتفق المحلل السياسي جيوفانا بينافلور مع نظرية الرئاسة الضعيفة، قائلة إن الكونجرس المجزأ سيترك السلطة التنفيذية عرضة للمشرعين.
عند مناقشة حالة السياسة الحزبية أثناء الانتخابات، وخاصة بين الكونجرس، قالت عالمة السياسة أدريانا أوروتيا: «لم تعد الأحزاب السياسية وسيلة لتمثيل المواطنين». أوضح أوروتيا أن الأحزاب التقليدية معروفة بين البيروفيين لتمثيل الجماعات المرتبطة بالفساد في البلاد، بما في ذلك الجامعات الخاصة المربحة وقطع الأشجار والتعدين غير القانوني، وأمور أخرى.
فيما يتعلق بالجولة الأولى من الانتخابات الرئاسية، كتب خافيير بوينتي، الأستاذ المساعد لدراسات أمريكا اللاتينية في كلية سميث في كونجرس أمريكا الشمالية حول أمريكا اللاتينية : «مع وجود عدد محير من المرشحين -بلغ 18- تضمنت الانتخابات الرئاسية لعام 2021 المجرمين المدانين، مبيّض أموال مفترض، وكاره للأجانب، وملياردير فاشي، وخبير اقتصادي عفا عليه الزمن، ولاعب كرة قدم متقاعد، وشخص متهم بقتل صحفي، وشخصيات أخرى ملونة تمثل الغالبية العظمى من المرشحين استمرارًا للنموذج الاقتصادي النيوليبرالي الذي كان مسؤولاً لعقود من الأداء المالي الهزيل والنمو غير المتكافئ.» صرح بوينتي أن ثلاثة مرشحين يساريين فقط اقترحوا بدائل للسياسيين النيوليبراليين (فيرونيكا ميندوزا، وماركو أرانا، وبيدرو كاستيلو)، واصفًا كاستيلو بأنه «بعيدًا عن كونه» رفيقًا «سيدافع عن المطالب اليسارية، فإن كاستيلو هو الوجه الجديد لمناهض. -نبض النظام. [... ] فقط في نظام الليبرالية الجديدة الذي ينبذ أي شكل من أشكال المعارضة للسوق من شأن شخصية مثل كاستيلو اكتساب دورا باعتباره يساريا.»

### الأيديولوجيات
بسبب الصراع الداخلي في بيرو الذي تشارك فيه مجموعات حرب العصابات اليسارية المتطرفة التي تهاجم مؤسسات بيرو والتي حدثت بشكل رئيسي في الثمانينيات والتسعينيات من القرن الماضي، فإن المشاعر تجاه الأحزاب السياسية اليسارية تحمل وصمة عار سلبية ضدهم. أثناء الحملات الانتخابية، كان السياسيون اليمينيون غالبًا ما يصفون السياسيين اليساريين بلا أساس بأنهم إرهابيون، وكانت الهجمات شائعة جدًا لدرجة أنهم أطلقوا عليهم مصطلح تروكيو. تجادل مجلة الأمريكتين الفصلية أن مثل هذا السلوك قد يؤدي إلى دعم أقل للمرشحة اليسارية فيرونيكا ميندوزا وتعزيز الاستقطاب السياسي داخل بيرو. مع الأزمة السياسية المستمرة التي شهدت على مدى عامين حل كونجرس بيرو وإقالة ثلاثة رؤساء (بيدرو بابلو كوتشينسكي ومارتين فيزكارا ومانويل ميرينو)، أثيرت مخاوف بين المحللين بشأن علاقة الاستقطاب السياسي المتزايد مع الاستقرار الديمقراطي في بيرو. صرحت كبيرة الباحثين في معهد الدراسات البيروفية، باتريشيا زارات: «أعتقد أن السيناريو القادم مخيف حقًا».
لقد أدرك بعض العلماء أوجه التشابه بين فوجيموري وكاستيلو. كلاهما محافظان ثقافيان يعارضان زواج المثليين والإجهاض، حيث بدأت الحملة الانتخابية للجولة الثانية من الانتخابات. صرحت أولغا غونزاليس، العميد المشارك لمعهد كوفي عنان للمواطنة العالمية في كلية ماكاليستر، أن الوضع أكثر تعقيدًا من «الثنائيات» بين الطبقات الاجتماعية، على الرغم من اعترافها بأن مثل هذه الانقسامات «تتحدث عن مدى استقطاب البلاد».

#### تحليل فارغاس يوسا
فيما يتعلق بالجولة الثانية من الانتخابات الرئاسية، قال الحائز على جائزة نوبل البيروفية والكاتب ماريو فارغاس يوسا إن المرشح كاستيلو سيقوض الديمقراطية ويدمر اقتصاد بيرو ويغادر البلاد «بكل سمات المجتمع الشيوعي» وأنه «ينبغي على البيروفيين التصويت لصالح كيكو فوجيموري لأنها تمثل أهون الشرين، وإذا كانت في السلطة، فهناك احتمالات أكبر لإنقاذ ديمقراطيتنا». وحث فارغاس يوسا فوجيموري على احترام حرية التعبير، وحدود المدة الرئاسية، واستبعاد العفو عن فلاديميرو مونتيسينوس، الذي شغل منصب رئيس جهاز المخابرات في عهد ألبرتو فوجيموري.

### نقاشات حول الريف مقابل الحضر
في الانتخابات الديمقراطية منذ عام 1919، كان أحد عشر من أصل ثمانية عشر رئيسًا لبيرو من ليما، حتى أن العديد من البيروفيين في المناطق الريفية لم يتمكنوا من التصويت حتى عام 1979 عندما سمح الدستور للأفراد الأميين بالتصويت. على الرغم من أن الإحصاءات الاقتصادية تظهر تحسن البيانات الاقتصادية في بيرو في العقود الأخيرة، فإن الثروة المكتسبة بين عامي 1990 و2020 لم يتم توزيعها في جميع أنحاء البلاد ؛ أظهرت مستويات المعيشة تباينات بين العاصمة ليما الأكثر تطوراً والمناطق الساحلية المماثلة بينما ظلت المقاطعات الريفية فقيرة. زاد جائحة كوفيد -19 من تفاقم هذه التفاوتات. وقال كاهات إن "إصلاحات السوق في بيرو أسفرت عن نتائج إيجابية فيما يتعلق بالحد من الفقر... لكن ما كشف عنه الوباء، خاصة في بيرو، هو أنه تم الحد من الفقر مع ترك الحالة البائسة للخدمات العامة دون تغيير – وذلك أكثر وضوحًا في حالة الخدمات الصحية ".
في الفترة التي سبقت الانتخابات، أظهرت استطلاعات الرأي أن الأثرياء البيروفيين يفضلون كيكو بينما دعم الفقراء كاستيلو، حيث تمثل المجموعة السكانية الأخيرة نسبة أكبر من الناخبين. تفاقم هذا الانقسام بعد الانتخابات وفقًا لصحيفة نيويورك تايمز، خاصةً عندما اقترب فوجيموري من النخبة والطبقات الأوروبية في بيرو. لفت ترشيح كاستيلو الانتباه إلى هذا الانقسام حيث حصل على الكثير من دعمه في الأجزاء الخارجية من البلاد. في مايو 2021، كتبت أمريكاز كوارترلي : «متوسط العمر المتوقع في هوانكافيليكا، على سبيل المثال، المنطقة التي حصل فيها كاستيلو على أعلى نصيب له من الأصوات في الجولة الأولى، أقصر بسبع سنوات منه في ليما. في بونو، حيث حصل كاستيلو على أكثر من 47٪ من الأصوات، بلغ معدل وفيات الأطفال ثلاثة أضعاف مثيله في ليما.»
وفقًا للمؤرخ خوسيه راغاس من الجامعة البابوية الكاثوليكية في تشيلي، على الرغم من اتهام كاستيلو بالارتباط بالإرهاب الشيوعي، «في الأماكن التي تسبب فيها الإرهاب في أكبر إراقة للدماء، فاز كاستيلو بالكثير». أدى فصل ليما عن ريف بيرو أيضًا إلى التقليل من أداء كاستيلو في الجولة الأولى من الانتخابات. حصل كاستيلو على أغلبية الأصوات في جميع مقاطعات التعدين في بيرو باستثناء واحدة، حيث صرح الباحث هوغو أوبو من GRADE ومقرها ليما: «إن المناطق التي توفر تلك المعادن التي تجعل بيرو غنية لا تحسن مستويات المعيشة للمجتمعات المحلية.. كثير من الناس يرون أن الرابحين في هذه العقود الثلاثة ليسوا هم، لكنهم الناس في ليما والمدن الكبرى.» شاركت عالمة الاجتماع ماريتزا باريديس من الجامعة البابوية الكاثوليكية في بيرو أفكارًا مماثلة قائلة: «يرى الناس أن جميع الموارد الطبيعية موجودة في الريف ولكن جميع الفوائد تتركز في ليما». في المقابل، تلقى فوجيموري دعمًا من نخبة ليما، وفقًا لكاهات، حيث ذكر إن المسيحيين الإنجيليين والشركات والمؤسسات الإعلامية والقوات المسلحة دعموا فوجيموري، حيث دعت أكبر منظمة إعلامية في البلاد El Comercio بشكل علني لانتخابها.

## النتائج

### الرئيس

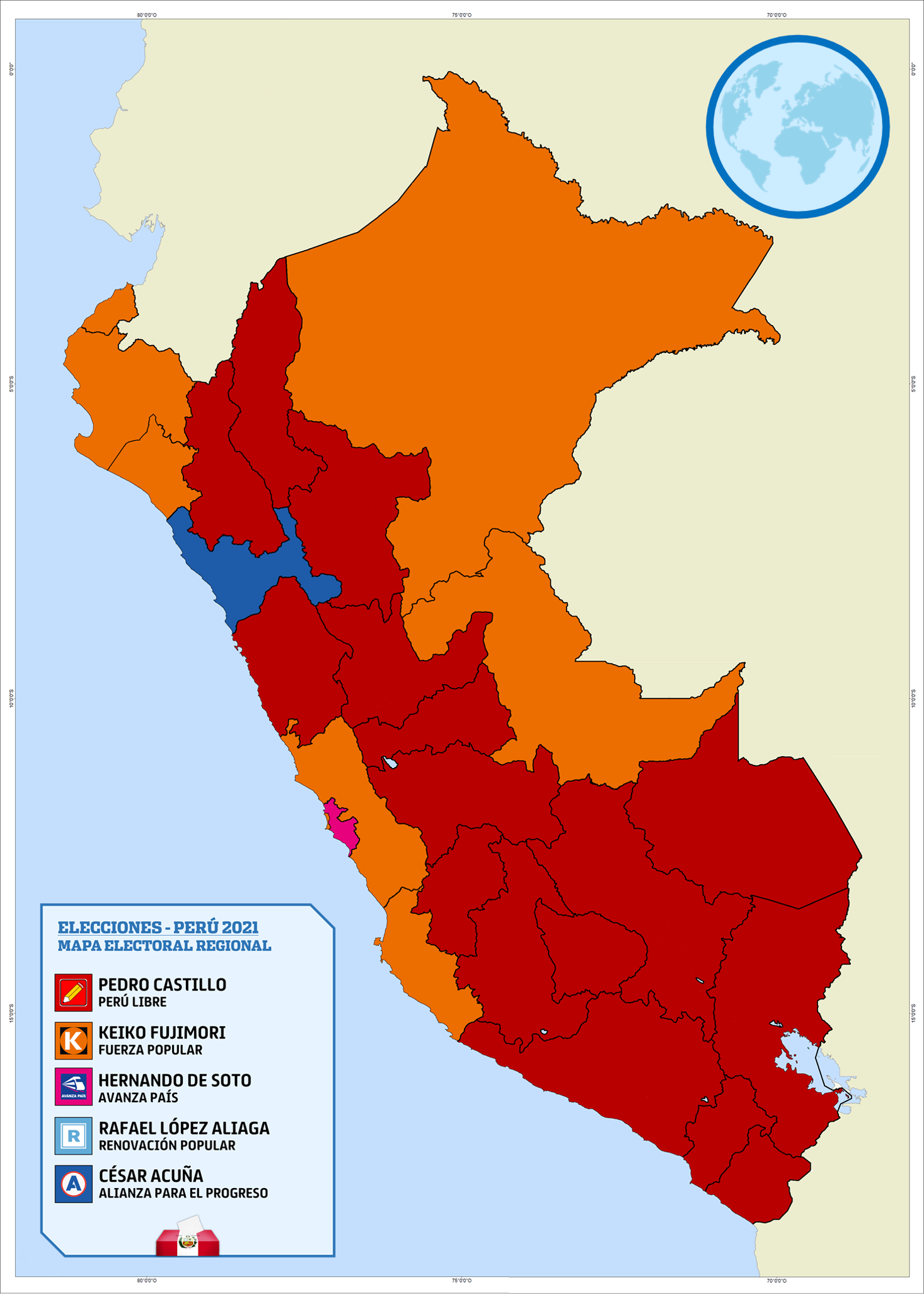
المرشح الرئيسي حسب المنطقة في الجولة الأولى

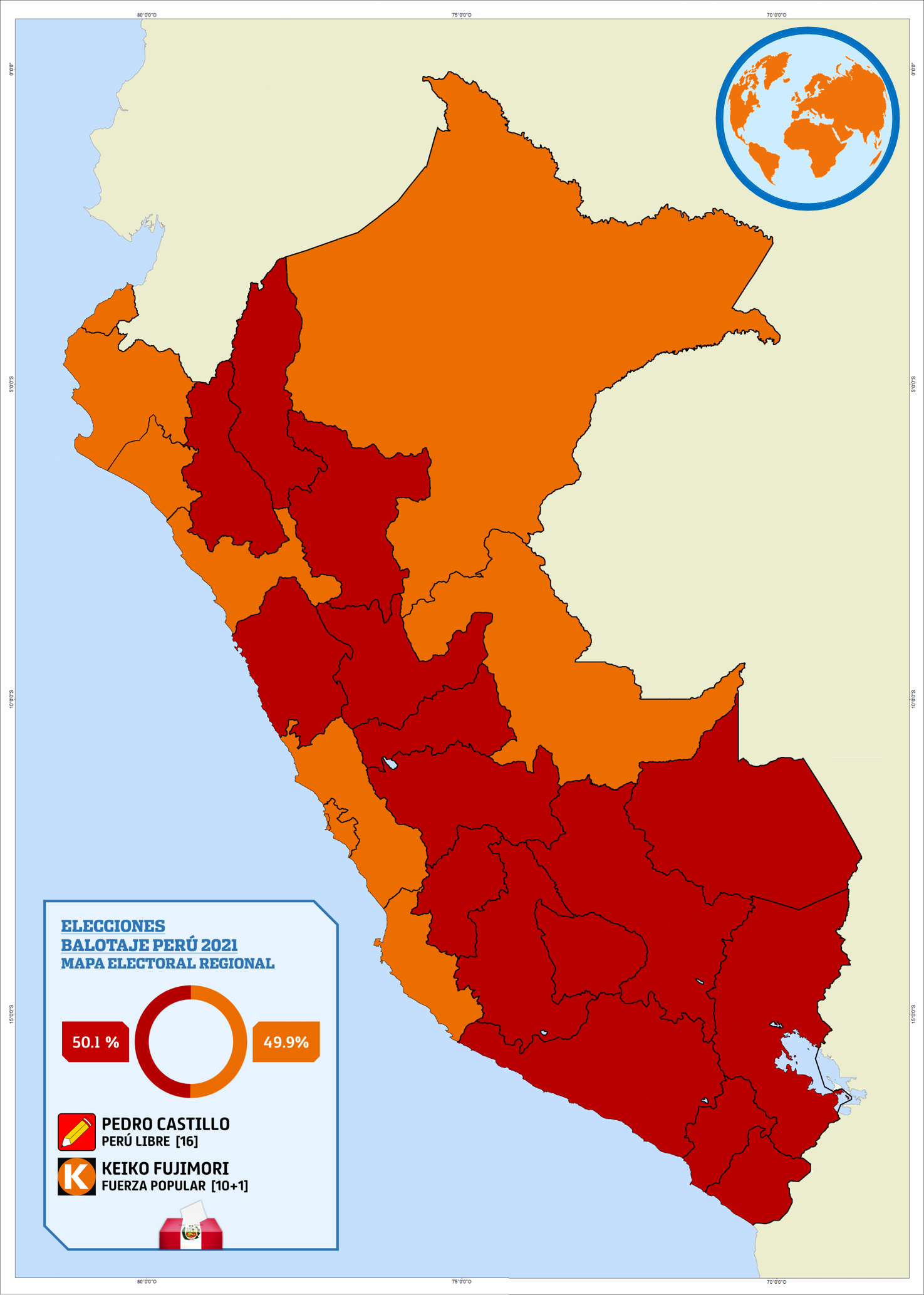
المرشح الأبرز حسب المنطقة في الجولة الثانية

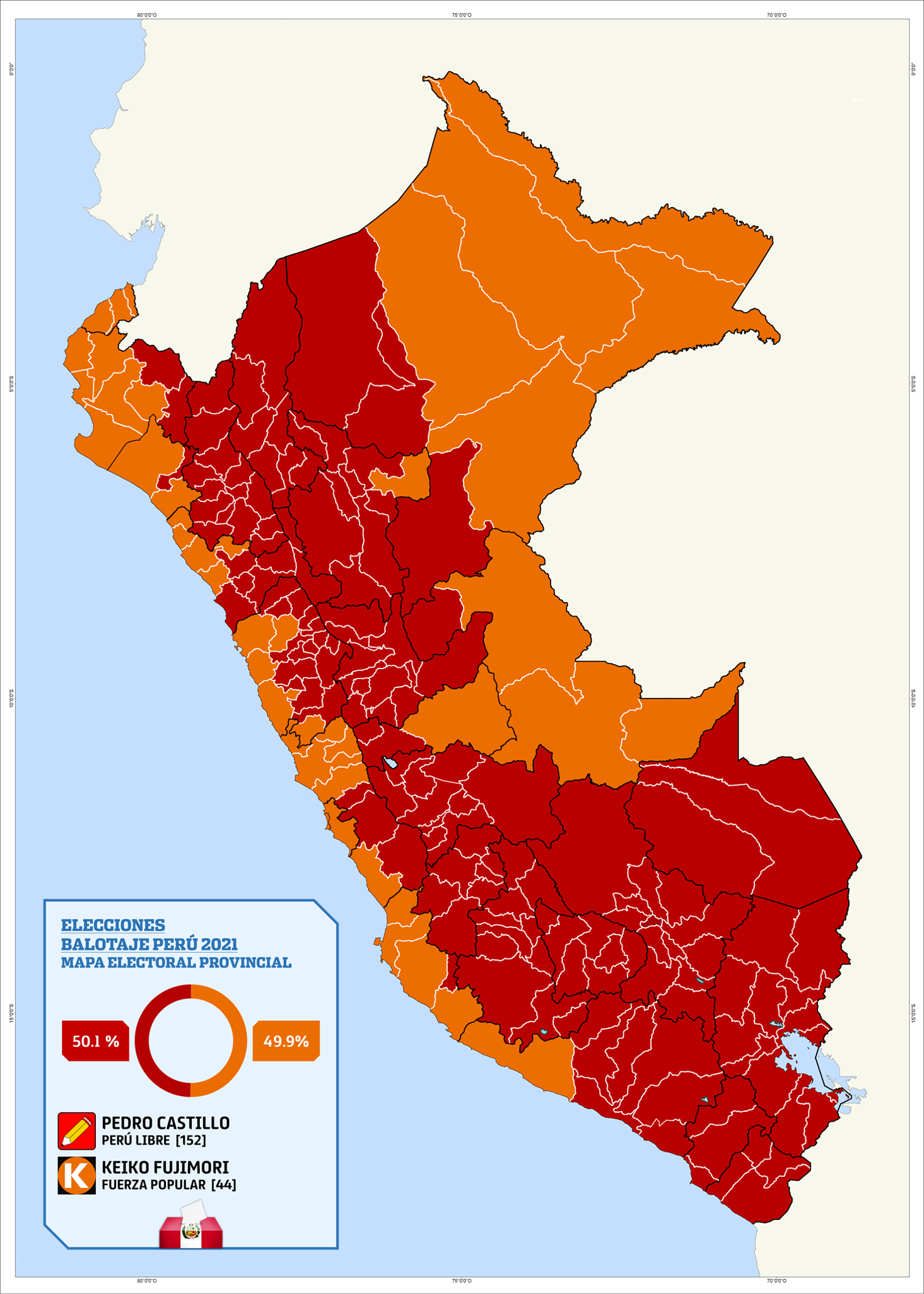
المرشح الأبرز حسب الإقليم في الجولة الثانية

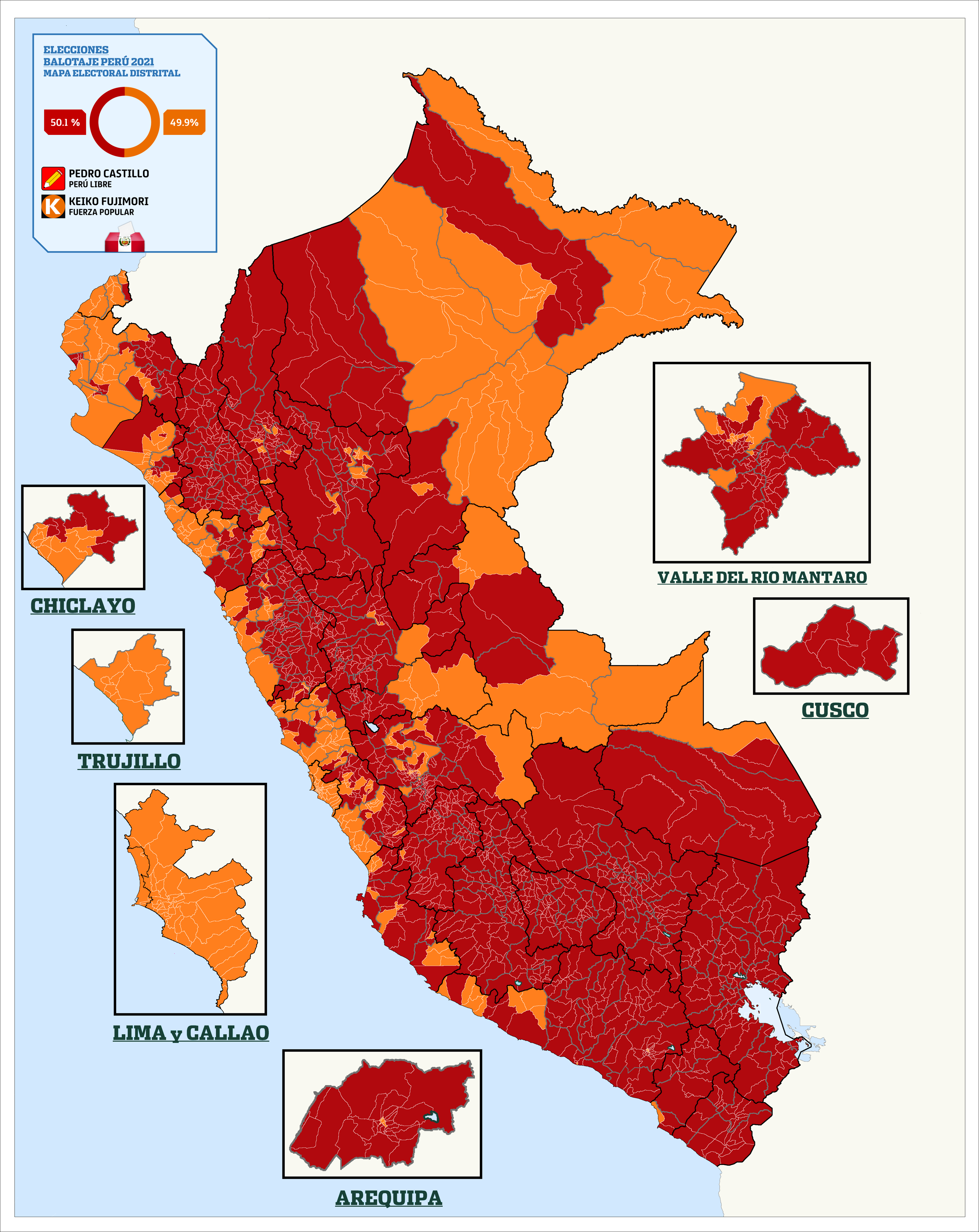
المرشح الرئيسي حسب الدائرة في الجولة الثانية

عقدت الجولة الأولى في 11 أبريل. أشارت استطلاعات الرأي الأولى المنشورة إلى أن المرشح بيدرو كاستيلو من بيرو الحرة قد احتل المركز الأول في الجولة الأولى من التصويت بحوالي 16.1٪ من الأصوات، مع تعادل هيرناندو دي سوتو وكيكو فوجيموري بنسبة 11.9٪ لكل منهما. تبعها يونهي ليسكانو، رافائيل لوبيز ألياجا، فيرونيكا ميندوزا، جورج فورسيث، حيث حصل كل منهم على 11.0٪ و10.5٪ و8.8٪ و6.4٪ على التوالي. حصل César Acuña وDaniel Urresti على 5.8٪ و5.0٪ على التوالي، بينما حصل باقي المرشحين على أقل من 3٪ من الأصوات الشعبية.
في الجولة الثانية، هزم كاستيلو فوجيموري بفارق 44263 صوتًا فقط، وفاز بنسبة 50.13٪ مقابل 49.87٪، على الرغم من أن النتيجة الرسمية لم يعلن عنها فورا من قبل المكتب الوطني للعمليات الانتخابية (ONPE).
| المرشح                          | المرشح                          | الحزب                                    | الجولة الأولى | الجولة الأولى | الجولة الثانية | الجولة الثانية |
| المرشح                          | المرشح                          | الحزب                                    | الأصوات       | %             | الأصوات        | %              |
| ------------------------------- | ------------------------------- | ---------------------------------------- | ------------- | ------------- | -------------- | -------------- |
|                                 | بيدرو كاستيلو                   | بيرو الحرة                               | 2٬724٬752     | 18.92         | 8٬836٬380      | 50.13          |
|                                 | كيكو فوجيموري                   | Popular Force                            | 1٬930٬762     | 13.41         | 8٬792٬117      | 49.87          |
|                                 | Rafael López Aliaga             | Popular Renewal                          | 1٬692٬279     | 11.75         |                |                |
|                                 | Hernando de Soto                | Go on Country – Social Integration Party | 1٬674٬201     | 11.63         |                |                |
|                                 | Yonhy Lescano                   | حزب العمل الشعبي ‏                        | 1٬306٬288     | 9.07          |                |                |
|                                 | فيرونيكا فاني مندوزا            | Together for Peru                        | 1٬132٬577     | 7.86          |                |                |
|                                 | سيزار أكونا                     | Alliance for Progress ‏                   | 867٬025       | 6.02          |                |                |
|                                 | جيورجي فورسيث                   | National Victory                         | 814٬516       | 5.66          |                |                |
|                                 | Daniel Urresti                  | Podemos Perú                             | 812٬721       | 5.64          |                |                |
|                                 | خوليو غوزمان                    | Purple Party                             | 325٬608       | 2.26          |                |                |
|                                 | Alberto Beingolea               | Christian People's Party ‏                | 286٬447       | 1.99          |                |                |
|                                 | Daniel Salaverry                | We Are Peru                              | 240٬234       | 1.67          |                |                |
|                                 | أويانتا هومالا                  | Peruvian Nationalist Party               | 230٬831       | 1.60          |                |                |
|                                 | خوسيه فيغا (سياسي)              | Union for Peru                           | 101٬267       | 0.70          |                |                |
|                                 | Ciro Gálvez                     | National United Renaissance              | 89٬376        | 0.62          |                |                |
|                                 | Marco Arana                     | Broad Front ‏                             | 65٬300        | 0.45          |                |                |
|                                 | Rafael Santos                   | Peru Secure Homeland                     | 55٬644        | 0.39          |                |                |
|                                 | Andrés Alcántara                | Direct Democracy ‏                        | 50٬802        | 0.35          |                |                |
| المجموع                         | المجموع                         | المجموع                                  | 14٬400٬630    | 100.00        | 17٬628٬497     | 100.00         |
|                                 |                                 |                                          |               |               |                |                |
| الأصوات الصحيحة                 | الأصوات الصحيحة                 | الأصوات الصحيحة                          | 14٬400٬630    | 81.30         | 17٬628٬497     | 93.49          |
| الأصوات الباطلة والفارغة        | الأصوات الباطلة والفارغة        | الأصوات الباطلة والفارغة                 | 3٬313٬086     | 18.70         | 1٬228٬305      | 6.51           |
| مجموع الأصوات                   | مجموع الأصوات                   | مجموع الأصوات                            | 17٬713٬716    | 100.00        | 18٬856٬802     | 100.00         |
| الناخبين المسجلين ومعدل الإقبال | الناخبين المسجلين ومعدل الإقبال | الناخبين المسجلين ومعدل الإقبال          | 25٬287٬954    | 70.05         | 25٬287٬954     | 74.57          |
| المصدر: ONPE, ONPE              |                                 |                                          |               |               |                |                |

| \| First Round \| First Round \| First Round \| First Round \| First Round \| \| ------------------- \| ------------------- \| ----------- \| ----------- \| ----------- \| \| \| \| \| \| \| \| Pedro Castillo \| Pedro Castillo \| \| 18.92% \| 18.92% \| \| Keiko Fujimori \| Keiko Fujimori \| \| 13.41% \| 13.41% \| \| Rafael López Aliaga \| Rafael López Aliaga \| \| 11.75% \| 11.75% \| \| Hernando de Soto \| Hernando de Soto \| \| 11.63% \| 11.63% \| \| Yonhy Lescano \| Yonhy Lescano \| \| 9.07% \| 9.07% \| \| Verónika Mendoza \| Verónika Mendoza \| \| 7.86% \| 7.86% \| \| César Acuña \| César Acuña \| \| 6.02% \| 6.02% \| \| George Forsyth \| George Forsyth \| \| 5.66% \| 5.66% \| \| Daniel Urresti \| Daniel Urresti \| \| 5.64% \| 5.64% \| \| Others \| Others \| \| 10.04% \| 10.04% \| |                     |  |        |        |
| First Round |                     |  |        |        |
| |                     |  |        |        |
| Pedro Castillo | Pedro Castillo      |  | 18.92% | 18.92% |
| Keiko Fujimori | Keiko Fujimori      |  | 13.41% | 13.41% |
| Rafael López Aliaga | Rafael López Aliaga |  | 11.75% | 11.75% |
| Hernando de Soto | Hernando de Soto    |  | 11.63% | 11.63% |
| Yonhy Lescano | Yonhy Lescano       |  | 9.07%  | 9.07%  |
| Verónika Mendoza | Verónika Mendoza    |  | 7.86%  | 7.86%  |
| César Acuña | César Acuña         |  | 6.02%  | 6.02%  |
| George Forsyth | George Forsyth      |  | 5.66%  | 5.66%  |
| Daniel Urresti | Daniel Urresti      |  | 5.64%  | 5.64%  |
| Others | Others              |  | 10.04% | 10.04% |

| \| Second Round \| Second Round \| Second Round \| Second Round \| Second Round \| \| -------------- \| -------------- \| ------------ \| ------------ \| ------------ \| \| \| \| \| \| \| \| Pedro Castillo \| Pedro Castillo \| \| 50.13% \| 50.13% \| \| Keiko Fujimori \| Keiko Fujimori \| \| 49.87% \| 49.87% \| |                |  |        |        |
| Second Round |                |  |        |        |
| |                |  |        |        |
| Pedro Castillo | Pedro Castillo |  | 50.13% | 50.13% |
| Keiko Fujimori | Keiko Fujimori |  | 49.87% | 49.87% |

#### وفق الأقاليم
| الإقليم                   | Castillo Free Peru | Castillo Free Peru | Fujimori Popular Force | Fujimori Popular Force | López Aliaga Popular Renewal | López Aliaga Popular Renewal | De Soto Go on Country | De Soto Go on Country | Lescano Popular Action | Lescano Popular Action | Mendoza Together for Peru | Mendoza Together for Peru | مرشحين آخرين | مرشحين آخرين | أصوات صحيحة | نسبة  |
| الإقليم                   | أصوات              | %                  | أصوات                  | %                      | أصوات                        | %                            | أصوات                 | %                     | أصوات                  | %                      | أصوات                     | %                         | أصوات        | %            | أصوات صحيحة | نسبة  |
| ------------------------- | ------------------ | ------------------ | ---------------------- | ---------------------- | ---------------------------- | ---------------------------- | --------------------- | --------------------- | ---------------------- | ---------------------- | ------------------------- | ------------------------- | ------------ | ------------ | ----------- | ----- |
| إقليم أمازوناس            | 34,411             | 26.1%              | 17,805                 | 13.5%                  | 8,269                        | 6.3%                         | 4,433                 | 3.4%                  | 12,698                 | 9.6%                   | 8,887                     | 6.7%                      | 45,557       | 34.5%        | 132,060     | 60.1% |
| إقليم أنكاش               | 110,620            | 23.4%              | 67,394                 | 14.3%                  | 42,312                       | 9.0%                         | 34,562                | 7.3%                  | 38,911                 | 8.2%                   | 39,786                    | 8.4%                      | 138,200      | 29.3%        | 471,785     | 69.3% |
| إقليم أبوريماك            | 88,812             | 53.4%              | 10,879                 | 6.5%                   | 7,768                        | 4.7%                         | 6,531                 | 3.9%                  | 15,649                 | 9.4%                   | 15,368                    | 9.2%                      | 21,179       | 12.7%        | 166,186     | 69.4% |
| إقليم أريكيبا             | 256,224            | 32.2%              | 40,216                 | 5.1%                   | 71,053                       | 8.9%                         | 148,793               | 18.7%                 | 88,708                 | 11.1%                  | 55,269                    | 6.9%                      | 135,448      | 17.0%        | 795,711     | 78.8% |
| إقليم أياكوتشو            | 130,224            | 52.0%              | 17,751                 | 7.1%                   | 11,490                       | 4.6%                         | 8,995                 | 3.6%                  | 20,315                 | 8.1%                   | 24,506                    | 9.8%                      | 37,269       | 14.9%        | 250,550     | 68.6% |
| إقليم كاخاماركا           | 232,418            | 44.9%              | 54,962                 | 10.6%                  | 31,129                       | 6.0%                         | 25,156                | 4.9%                  | 38,677                 | 7.5%                   | 29,746                    | 5.7%                      | 105,374      | 20.4%        | 517,462     | 62.6% |
| كاياو                     | 33,750             | 6.4%               | 79,699                 | 15.2%                  | 78,066                       | 14.9%                        | 78,920                | 15.0%                 | 34,965                 | 6.7%                   | 38,233                    | 7.3%                      | 181,634      | 34.6%        | 525,267     | 75.2% |
| إقليم كوسكو               | 232,178            | 38.2%              | 27,132                 | 4.5%                   | 29,618                       | 4.9%                         | 40,423                | 6.6%                  | 60,659                 | 10.0%                  | 123,397                   | 20.3%                     | 94,626       | 15.6%        | 608,033     | 73.5% |
| إقليم هوانكافليكا         | 79,895             | 54.2%              | 8,449                  | 5.7%                   | 5,060                        | 3.4%                         | 4,591                 | 3.1%                  | 16,727                 | 11.3%                  | 10,091                    | 6.8%                      | 22,574       | 15.3%        | 147,387     | 67.6% |
| إقليم هانوكو              | 110,978            | 37.6%              | 32,827                 | 11.1%                  | 33,787                       | 11.4%                        | 15,822                | 5.4%                  | 22,565                 | 7.6%                   | 15,556                    | 5.3%                      | 63,688       | 21.6%        | 295,223     | 68.3% |
| إقليم إيكا                | 56,597             | 14.0%              | 62,055                 | 15.3%                  | 46,098                       | 11.4%                        | 39,929                | 9.8%                  | 39,461                 | 9.7%                   | 30,602                    | 7.5%                      | 130,887      | 32.3%        | 405,629     | 76.0% |
| إقليم جونين               | 131,438            | 22.9%              | 80,057                 | 13.9%                  | 52,599                       | 9.2%                         | 54,124                | 9.4%                  | 66,214                 | 11.5%                  | 52,270                    | 9.1%                      | 137,396      | 23.9%        | 574,098     | 71.9% |
| إقليم لا ليبرتاد          | 90,078             | 11.5%              | 131,441                | 16.8%                  | 95,765                       | 12.2%                        | 84,444                | 10.8%                 | 47,218                 | 6.0%                   | 37,372                    | 4.8%                      | 296,598      | 37.9%        | 782,916     | 68.9% |
| إقليم لمبايكه             | 73,279             | 12.9%              | 121,263                | 21.4%                  | 86,126                       | 15.2%                        | 50,087                | 8.8%                  | 51,467                 | 9.1%                   | 28,866                    | 5.1%                      | 155,480      | 27.4%        | 566,568     | 71.4% |
| منطقة ليما                | 416,537            | 7.8%               | 753,785                | 14.2%                  | 869,950                      | 16.4%                        | 870,582               | 16.4%                 | 362,668                | 6.8%                   | 431,425                   | 8.1%                      | 1,602,623    | 30.2%        | 5,307,570   | 74.6% |
| إقليم لوريتو              | 15,432             | 4.9%               | 51,900                 | 16.6%                  | 16,378                       | 5.3%                         | 18,816                | 6.0%                  | 34,773                 | 11.2%                  | 19,502                    | 6.3%                      | 155,025      | 49.7%        | 311,826     | 61.0% |
| إقليم مادر دي ديوس        | 23,945             | 37.1%              | 7,278                  | 11.3%                  | 4,041                        | 6.3%                         | 3,996                 | 6.2%                  | 6,601                  | 10.2%                  | 4,372                     | 6.8%                      | 14,341       | 22.2%        | 64,574      | 71.1% |
| إقليم موكيغوا             | 33,665             | 34.4%              | 4,617                  | 4.7%                   | 6,832                        | 7.0%                         | 10,183                | 10.4%                 | 15,412                 | 15.7%                  | 7,190                     | 7.3%                      | 20,027       | 20.5%        | 97,926      | 77.2% |
| إقليم باسكو               | 34,187             | 34.2%              | 12,607                 | 12.6%                  | 8,009                        | 8.0%                         | 5,102                 | 5.1%                  | 11,871                 | 11.9%                  | 6,896                     | 6.9%                      | 21,324       | 21.3%        | 99,996      | 63.6% |
| إقليم بيورا               | 70,968             | 10.1%              | 173,891                | 24.8%                  | 68,316                       | 9.8%                         | 63,842                | 9.1%                  | 51,223                 | 7.3%                   | 44,576                    | 6.4%                      | 227,714      | 32.5%        | 700,530     | 66.8% |
| إقليم بونو                | 292,218            | 47.5%              | 17,514                 | 2.8%                   | 15,918                       | 2.6%                         | 21,665                | 3.5%                  | 175,712                | 28.5%                  | 35,484                    | 5.8%                      | 57,010       | 9.3%         | 615,521     | 81.9% |
| إقليم سان مارتين          | 67,000             | 21.4%              | 46,699                 | 14.9%                  | 26,561                       | 8.5%                         | 21,825                | 7.0%                  | 31,498                 | 10.0%                  | 17,122                    | 5.5%                      | 102,765      | 32.8%        | 313,470     | 69.2% |
| إقليم تاكنا               | 64,521             | 33.2%              | 9,363                  | 4.8%                   | 17,842                       | 9.2%                         | 21,000                | 10.8%                 | 28,696                 | 14.8%                  | 14,068                    | 7.2%                      | 38,779       | 20.0%        | 194,269     | 77.8% |
| إقليم تومبيس              | 7,613              | 7.7%               | 36,403                 | 37.1%                  | 8,799                        | 9.0%                         | 7,123                 | 7.3%                  | 7,046                  | 7.2%                   | 5,242                     | 5.3%                      | 26,015       | 26.5%        | 98,241      | 74.6% |
| إقليم أوكايالي            | 26,339             | 14.0%              | 40,510                 | 21.5%                  | 14,981                       | 8.0%                         | 11,124                | 5.9%                  | 14,359                 | 7.6%                   | 15,092                    | 8.0%                      | 65,965       | 35.0%        | 188,370     | 66.3% |
| في الخارج                 | 10,602             | 6.6%               | 22,887                 | 14.1%                  | 34,767                       | 21.5%                        | 21,552                | 13.3%                 | 11,617                 | 7.2%                   | 21,185                    | 13.1%                     | 39,146       | 24.2%        | 161,756     | 22.8% |
| إجمالي                    | 2,723,929          | 18.9%              | 1,929,384              | 13.4%                  | 1,691,534                    | 11.8%                        | 1,673,620             | 11.6%                 | 1,305,710              | 9.1%                   | 1,132,103                 | 7.9%                      | 3,936,644    | 27.4%        | 14,392,924  | 70.0% |
| مصدر: ONPE (100% counted) |                    |                    |                        |                        |                              |                              |                       |                       |                        |                        |                           |                           |              |              |             |       |

### الكونجرس

نتائج انتخابات الكونجرس.

خريطة النسبة المئوية للأصوات التي حصل عليها الحزب الأكبر في كل منطقة.

خسر حزب العمل الشعبي، وهو أكبر حزب في المجلس التشريعي السابق، بعض مقاعده، وحققت الأحزاب البرلمانية السابقة مثل الاتحاد من أجل بيرو (UPP) والجبهة العريضة (FA) أسوأ نتائجها على الإطلاق حيث لم تحقق أي تمثيل. فشل الحزب القومي البيروفي الذي يتزعمه الرئيس السابق أولانتا هومالا وحزب النصر الوطني لجورج فورسيث (الذي قاد الاقتراع للانتخابات الرئاسية في وقت سابق من العام) في الفوز بمقاعد أيضًا. حققت الأحزاب الجديدة أو الصغيرة سابقًا مثل Free Peru وGo on Country وTogether for Peru وPopular Renewal، خليفة التضامن الوطني، نتائج جيدة، حيث أصبح Free Peru أكبر حزب في الكونجرس. وفشل كونتيجو، الذي خلف حزب البيروفيين من أجل التغيير بزعامة الرئيس السابق بيدرو بابلو كوتشينسكي، في الفوز بمقعد مرة أخرى وحصل على أقل من 1٪ من الأصوات.
|                                 |                                          |            |        |         |     |
| الحزب                           | الحزب                                    | الأصوات    | %      | المقاعد | +/– |
|                                 | بيرو الحرة                               | 1٬724٬354  | 13.41  | 37      | +37 |
|                                 | Popular Force                            | 1٬457٬694  | 11.34  | 24      | +9  |
|                                 | Popular Renewal                          | 1٬199٬705  | 9.33   | 13      | +13 |
|                                 | حزب العمل الشعبي ‏                        | 1٬159٬734  | 9.02   | 16      | −9  |
|                                 | Alliance for Progress ‏                   | 969٬726    | 7.54   | 15      | −7  |
|                                 | Go on Country – Social Integration Party | 969٬092    | 7.54   | 7       | +7  |
|                                 | Together for Peru                        | 847٬596    | 6.59   | 5       | +5  |
|                                 | We Are Peru                              | 788٬522    | 6.13   | 5       | −6  |
|                                 | Podemos Perú                             | 750٬262    | 5.83   | 5       | −6  |
|                                 | Purple Party                             | 697٬307    | 5.42   | 3       | −6  |
|                                 | National Victory                         | 638٬289    | 4.96   | 0       | New |
|                                 | Agricultural People's Front of Peru      | 589٬018    | 4.58   | 0       | −15 |
|                                 | Union for Peru                           | 266٬349    | 2.07   | 0       | −13 |
|                                 | Christian People's Party ‏                | 212٬820    | 1.65   | 0       | 0   |
|                                 | Peruvian Nationalist Party               | 195٬538    | 1.52   | 0       | New |
|                                 | Broad Front ‏                             | 135٬104    | 1.05   | 0       | −9  |
|                                 | Direct Democracy ‏                        | 100٬033    | 0.78   | 0       | 0   |
|                                 | National United Renaissance              | 97٬540     | 0.76   | 0       | 0   |
|                                 | Peru Secure Homeland                     | 54٬859     | 0.43   | 0       | 0   |
|                                 | Contigo                                  | 5٬787      | 0.05   | 0       | 0   |
| المجموع                         | المجموع                                  | 12٬859٬329 | 100.00 | 130     | 0   |
|                                 |                                          |            |        |         |     |
| الأصوات الصحيحة                 | الأصوات الصحيحة                          | 12٬859٬329 | 72.56  |         |     |
| الأصوات الباطلة والفارغة        | الأصوات الباطلة والفارغة                 | 4٬863٬287  | 27.44  |         |     |
| مجموع الأصوات                   | مجموع الأصوات                            | 17٬722٬616 | 100.00 |         |     |
| الناخبين المسجلين ومعدل الإقبال | الناخبين المسجلين ومعدل الإقبال          | 25٬287٬954 | 70.08  |         |     |
| المصدر: ONPE, Ojo Público       |                                          |            |        |         |     |

| \| Popular vote \| Popular vote \| Popular vote \| Popular vote \| Popular vote \| \| ----------------- \| ----------------- \| ------------ \| ------------ \| ------------ \| \| \| \| \| \| \| \| Free Peru \| Free Peru \| \| 13.41% \| 13.41% \| \| Popular Force \| Popular Force \| \| 11.34% \| 11.34% \| \| Popular Renewal \| Popular Renewal \| \| 9.33% \| 9.33% \| \| Popular Action \| Popular Action \| \| 9.02% \| 9.02% \| \| APP \| APP \| \| 7.54% \| 7.54% \| \| Go on Country \| Go on Country \| \| 7.54% \| 7.54% \| \| Together for Peru \| Together for Peru \| \| 6.59% \| 6.59% \| \| We Are Peru \| We Are Peru \| \| 6.13% \| 6.13% \| \| Podemos \| Podemos \| \| 5.83% \| 5.83% \| \| Purple Party \| Purple Party \| \| 5.42% \| 5.42% \| \| National Victory \| National Victory \| \| 4.96% \| 4.96% \| \| FREPAP \| FREPAP \| \| 4.58% \| 4.58% \| \| Union for Peru \| Union for Peru \| \| 2.07% \| 2.07% \| \| Other \| Other \| \| 6.24% \| 6.24% \| |                   |  |        |        |
| Popular vote |                   |  |        |        |
| |                   |  |        |        |
| Free Peru | Free Peru         |  | 13.41% | 13.41% |
| Popular Force | Popular Force     |  | 11.34% | 11.34% |
| Popular Renewal | Popular Renewal   |  | 9.33%  | 9.33%  |
| Popular Action | Popular Action    |  | 9.02%  | 9.02%  |
| APP | APP               |  | 7.54%  | 7.54%  |
| Go on Country | Go on Country     |  | 7.54%  | 7.54%  |
| Together for Peru | Together for Peru |  | 6.59%  | 6.59%  |
| We Are Peru | We Are Peru       |  | 6.13%  | 6.13%  |
| Podemos | Podemos           |  | 5.83%  | 5.83%  |
| Purple Party | Purple Party      |  | 5.42%  | 5.42%  |
| National Victory | National Victory  |  | 4.96%  | 4.96%  |
| FREPAP | FREPAP            |  | 4.58%  | 4.58%  |
| Union for Peru | Union for Peru    |  | 2.07%  | 2.07%  |
| Other | Other             |  | 6.24%  | 6.24%  |

| \| Seats in Congress \| Seats in Congress \| Seats in Congress \| Seats in Congress \| Seats in Congress \| \| ----------------- \| ----------------- \| ----------------- \| ----------------- \| ----------------- \| \| \| \| \| \| \| \| Free Peru \| Free Peru \| \| 28.46% \| 28.46% \| \| Popular Force \| Popular Force \| \| 18.46% \| 18.46% \| \| Popular Action \| Popular Action \| \| 12.31% \| 12.31% \| \| APP \| APP \| \| 11.54% \| 11.54% \| \| Popular Renewal \| Popular Renewal \| \| 10.00% \| 10.00% \| \| Go on Country \| Go on Country \| \| 5.38% \| 5.38% \| \| Together for Peru \| Together for Peru \| \| 3.85% \| 3.85% \| \| We Are Peru \| We Are Peru \| \| 3.85% \| 3.85% \| \| Podemos Perú \| Podemos Perú \| \| 3.85% \| 3.85% \| \| Purple Party \| Purple Party \| \| 2.31% \| 2.31% \| |                   |  |        |        |
| Seats in Congress |                   |  |        |        |
| |                   |  |        |        |
| Free Peru | Free Peru         |  | 28.46% | 28.46% |
| Popular Force | Popular Force     |  | 18.46% | 18.46% |
| Popular Action | Popular Action    |  | 12.31% | 12.31% |
| APP | APP               |  | 11.54% | 11.54% |
| Popular Renewal | Popular Renewal   |  | 10.00% | 10.00% |
| Go on Country | Go on Country     |  | 5.38%  | 5.38%  |
| Together for Peru | Together for Peru |  | 3.85%  | 3.85%  |
| We Are Peru | We Are Peru       |  | 3.85%  | 3.85%  |
| Podemos Perú | Podemos Perú      |  | 3.85%  | 3.85%  |
| Purple Party | Purple Party      |  | 2.31%  | 2.31%  |

### برلمان الأنديز
| الحزب                           | الحزب                                    | الأصوات    | %      | المقاعد | +/– |
| ------------------------------- | ---------------------------------------- | ---------- | ------ | ------- | --- |
|                                 | بيرو الحرة                               | 1٬713٬196  | 16.24  | 1       | +1  |
|                                 | Popular Force                            | 1٬249٬938  | 11.85  | 1       | –2  |
|                                 | Popular Renewal                          | 1٬094٬709  | 10.37  | 1       | +1  |
|                                 | حزب العمل الشعبي ‏                        | 964٬563    | 9.14   | 1       | +1  |
|                                 | Go on Country – Social Integration Party | 919٬212    | 8.71   | 1       | New |
|                                 | Podemos Perú                             | 747٬303    | 7.08   | 0       | New |
|                                 | Together for Peru                        | 736٬001    | 6.97   | 0       | 0   |
|                                 | Alliance for Progress ‏                   | 713٬542    | 6.76   | 0       | 0   |
|                                 | Agricultural People's Front of Peru      | 670٬393    | 6.35   | 0       | New |
|                                 | Purple Party                             | 582٬904    | 5.52   | 0       | New |
|                                 | We Are Peru                              | 447٬437    | 4.24   | 0       | 0   |
|                                 | Christian People's Party ‏                | 209٬697    | 1.99   | 0       | 0   |
|                                 | Peruvian Nationalist Party               | 177٬984    | 1.69   | 0       | 0   |
|                                 | Broad Front ‏                             | 127٬844    | 1.21   | 0       | –1  |
|                                 | National United Renaissance              | 101٬822    | 0.96   | 0       | 0   |
|                                 | Direct Democracy ‏                        | 95٬594     | 0.91   | 0       | 0   |
| المجموع                         | المجموع                                  | 10٬552٬139 | 100.00 | 5       | 0   |
|                                 |                                          |            |        |         |     |
| الأصوات الصحيحة                 | الأصوات الصحيحة                          | 10٬552٬139 | 59.73  |         |     |
| الأصوات الباطلة والفارغة        | الأصوات الباطلة والفارغة                 | 7٬112٬968  | 40.27  |         |     |
| مجموع الأصوات                   | مجموع الأصوات                            | 17٬665٬107 | 100.00 |         |     |
| الناخبين المسجلين ومعدل الإقبال | الناخبين المسجلين ومعدل الإقبال          | 25٬212٬354 | 70.07  |         |     |
| المصدر: ONPE                    |                                          |            |        |         |     |

## ما بعد الانتخابات

### محاولات الانقلاب
بعد تقارير عن فوز كاستيلو الواضح، قدمت فوجيموري ادعاءات لا أساس لها من تزوير الانتخابات وبذلت جهودًا لإلغاء الانتخابات بدعم من مواطني ليما الأثرياء. وطالب الأثرياء، بما في ذلك ضباط الجيش السابق والعائلات الثرية، بإجراء انتخابات جديدة، وروجوا لدعوات لانقلاب عسكري واستخدموا الخطاب الطبقي أو العنصري لدعم مزاعمهم بالتزوير. وفقًا للمحللين، كانت بيرو أكثر عرضة للاضطرابات نتيجة لرواية فوجيموري لأن المؤسسات الديمقراطية أضعف في البلاد. وصفت زميلة كبيرة في مكتب واشنطن لأمريكا اللاتينية جو ماري بيرت محاولات الانقلاب بأنها «مؤامرة بطيئة الحركة لمنع كاستيلو من أن يصبح رئيسًا»، حيث ذكرت صحيفة الغارديان أنه إذا تم منع كاستيلو من أن يصبح رئيسًا بحلول 28 يوليو 2021، ستبدأ انتخابات جديدة.
كما وصفت تصريحات فوجيموري حول احتمال قلب الانتخابات بأنها مستوحاة من محاولات الرئيس الأمريكي السابق دونالد ترامب لإلغاء الانتخابات الرئاسية الأمريكية لعام 2020. وفقًا لأستاذ السياسة الأمريكية اللاتينية في جامعة كورنيل كينيث روبرتس، «عندما يتم التشكيك في المصداقية بالطريقة التي كان عليها ترامب والجمهوريون في الولايات المتحدة، فإنها تخلق مثالًا سيئًا يمكن للقادة والدول الأخرى اتباعه، توفير نموذج لتغيير النتائج التي لا تعجبهم».

#### نزاهة الانتخابات
لتجنب تساؤلات حول شرعية الانتخابات، وافقت السلطات الانتخابية في بيرو على استخدام مراقبة الانتخابات. إجمالاً، تمت الموافقة على مائة وخمسين مراقباً (تسعة وتسعون في بيرو وواحد وخمسون في الخارج) لمراقبة الانتخابات في جميع أنحاء بيرو. جاء أصل المراقبين من اثنين وعشرين دولة مختلفة، مع خمسة وثلاثين مراقباً من منظمة الدول الأمريكية، بينما كان الآخرون من الأرجنتين، وكولومبيا، وكوستاريكا، وإكوادور، والسلفادور، وغواتيمالا، والمكسيك، وبنما، وباراغواي، وإسبانيا. وسويسرا والولايات المتحدة وأوروغواي. تتطلب موافقة المراقب توفير خطط مراقبة السلطات الانتخابية ؛ وتضمنت هذه الخطط بروتوكولات لإبلاغ السلطات بالجرائم وانتهاكات قانون الانتخابات أو أي شكاوى يجمعها. ثم أصبح المراقبون مسؤولين عن تقديم تقرير رسمي نهائي إلى السلطات. وبحسب أوجوبليكو، «يقوم المراقبون بمراجعة أنشطة يوم الانتخابات، بدءاً من تركيب طاولات الاقتراع، وتكييف الغرف السرية، وتوافق بطاقات الاقتراع، والمحاضر، وأي مادة انتخابية أخرى. إلى الفرز وفرز الاصوات ونقل السجلات الانتخابية في نهاية اليوم».

#### دعاوى الاحتيال
بعد أن ظهور تفوق كاستيلو خلال عملية فرز الأصوات، روجت فوجيموري لمزاعم غير مثبتة بتزوير انتخابي. في حدث إعلامي بعد يوم الانتخابات، زعمت فوجيموري حدوث «سلسلة من المخالفات»، حيث قدمت صوراً ومقاطع فيديو في محاولة لدعم مزاعمها، بينما اتهمت بيرو الحرة بمحاولة «تشويه وتأخير» العملية الانتخابية. وفقًا لصحيفة الغارديان، رد العديد من المراقبين الدوليين على مزاعم فوجيموري، قائلين إن العملية الانتخابية أجريت وفقًا للمعايير الدولية. ونفى مراقبون من الاتحاد الأمريكي للمنظمات الانتخابية ومنظمة الدول الأمريكية والتقدمية الدولية حدوث أي حالات تزوير واسعة النطاق وأشادوا بدقة الانتخابات. كما ذكرت صحيفة الغارديان أن محللين ومراقبين سياسيين انتقدوا تصريحات فوجيموري، مشيرة إلى أنها جعلتها تبدو يائسة بعد خسارتها رئاستها الثالثة في فترة عشر سنوات. صرح فرناندو تويستا، أستاذ العلوم السياسية بالجامعة البابوية الكاثوليكية في بيرو: «من المؤسف للغاية أنه عندما تكون النتيجة غير مناسبة، يتحدث المرشح عن التزوير. إنه فظيع،... لقد تحدثوا عن الاحتيال لأنهم لا يريدون احترام النتيجة». في 9 يونيو، سعت فوجيموري إلى إلغاء حوالي 200000 صوت ومراجعة 300000 صوت.
في أواخر يونيو، أظهر استطلاع IEP أن 31٪ ممن شملهم الاستطلاع يؤمنون بادعاءات فوجيموري بالاحتيال. في 17 يونيو، كررت فوجيموري مزاعم تزوير الناخبين. في 28 يونيو، سافرت فوجيموري إلى قصر الحكومة وسلمت شخصيًا مطالب إلى الرئيس فرانسيسكو ساغاستي لبدء تدقيق النتائج من قبل الكيانات الدولية. في 30 يونيو، سافر العديد من أعضاء حزب القوة الشعبية إلى مبنى منظمة الدول الأمريكية في واشنطن العاصمة، للإعلان عن مزاعم تزوير الناخبين، حيث أدانتها عالمة الاجتماع فرانشيسكا إيمانويل ووصفتها بأنها «مدبرة انقلاب» خلال مؤتمر صحفي. في 2 يوليو، رفض ساغاستي طلب مراجعة الجولة الثانية من الانتخابات، واتهمت فوجيموري ساجاستي بالتنازل عن «مسؤوليته الكبيرة لضمان انتخابات نزيهة».
في 14 يوليو، تجمع العديد من المتظاهرين المؤيدين لفوجيموري في القصر الحكومي للمطالبة بمراجعة الانتخابات. اشتبك المتظاهرون مع الشرطة الوطنية في بيرو، وتعرض وزير الصحة أوسكار أوغارتي ووزير الإسكان سولانجيل فرنانديز لهجوم خلال الاحتجاجات. في 15 يوليو، أكد ساغاستي مجددًا أنه لا يوجد دليل على تزوير الانتخابات.

#### مزاعم الانقلاب
انتشرت شائعات عن انقلاب محتمل ضد كاستيلو، إذا تم إعلانه الفائز الرسمي في الانتخابات الرئاسية. تمت كتابة رسالة موقعة من قبل ما يقرب من مائة ضابط متقاعد من القوات المسلحة البيروفية تدعو القادة العسكريين الحاليين في بيرو إلى رفض الاعتراف بانتخاب كاستيلو للرئاسة. وأدان الرئيس ساجاستي الخطاب قائلا: «إنهم يريدون تحريض كبار قادة الجيش والبحرية والقوات الجوية على خرق سيادة القانون».

##### فضيحة مونتيسينوس وJNE
في 23 يونيو، استقال لويس آرس، قاضٍ في هيئة المحلفين الوطنية للانتخابات (JNE)، بدعوى وجود تحيز في هيئة المحلفين، التي رفضت 10 طلبات لفوجيموري لإلغاء أصوات كاستيلو. رفضت هيئة المحلفين هذا الإدعاء ونشرت على حسابها على تويتر أنه «مسيئًا»، وقالت إن قضاتها لم يُسمح لهم بالاستقالة في منتصف مراجعة القضايا، لذلك سيتم تعليق طلب استقالته بدلاً من ذلك، وتم العثور على بديل مؤقت «لتجنب تأخير العمل.» وقال حزب بيرو الحر الذي ينتمي إليه كاستيلو إن الاستقالة كانت تهدف إلى «منع إعلان بيدرو كاستيلو، وبالتالي تجاهل التصويت الشعبي، وكسر الديمقراطية، وتنصيب انقلاب بقفازات من الحرير». في أعقاب استقالة آرس، قال محامي يمثل فوجيموري إن على الحكومة النظر في مطالبة منظمة الدول الأمريكية (OAS) بمراجعة العملية الانتخابية، كما حدث خلال الأزمة السياسية البوليفية لعام 2019. ذكرت منظمة الدول الأمريكية أن بعثتها إلى البلاد لم تجد أي مشاكل في إجراء الانتخابات.
بعد يومين في 25 يونيو، كشف المرشح الرئاسي السابق في عامي 2001 و2016 فرناندو أوليفيرا عن شرائط صوتية، زعم فيها أن فلاديميرو مونتيسينوس، الذي كان اليد اليمنى للرئيس السابق ألبرتو فوجيموري الذي يقضي حاليًا عقوبة بالسجن لجرائم ارتكبت خلال فترة فوجيموري، كان وراء محاولات إعلان فوز كيكو فوجيموري بالجولة الثانية ضد كاستيلو، بما في ذلك دفع رشاوى لمسؤولي الانتخابات والتأثير على لجنة التحكيم الوطنية للانتخابات. أعلن المعهد الوطني للسجون والبحرية البيروفية عن تحقيق، أكد أن مونتيسينوس أجرى مكالمتين هاتفيتين من قاعدة كالاو البحرية حيث تم سجنه، في 10 و23 يونيو لأشخاص غير مصرح لهم بتنسيق الجهود لإلغاء الانتخابات. وأظهرت تقارير أخرى أن مونتيسينوس كان قادراً على إجراء سبعة عشر مكالمة هاتفية من هاتف أرضي إلى الضابط العسكري المتقاعد بيدرو ريجاس، الذي يقال إنه يقترح على ريجاس دفع رشاوى وأن زوج فوجيموري، وهو أمريكي، يذهب إلى سفارة الولايات المتحدة في ليما. لتقديم «وثائق الاحتيال» إلى مكتب الشؤون الإقليمية ووكالة المخابرات المركزية. وفقًا لـ IDL-Reporteros، يقترح مونتيسينوس أن الوثائق ستصل إلى الرئيس جو بايدن وأن إدارته ستدين الانتخابات باعتبارها تدخلاً من كوبا ونيكاراغوا وفنزويلا، مما يمنح في وقت لاحق مزاعم فوجيموري بالتزوير وزناً أكبر.

### التفاعلات
هنأ القادة اليساريون في أمريكا اللاتينية كاستيلو بعد وقت قصير من فرز النتائج الأولية. وغرد رئيس الأرجنتين ألبرتو فرنانديز أنه تحدث إلى «الرئيس المنتخب» كاستيلو وأنه يرغب في التعاون معه. وغرد رئيس بوليفيا لويس أرس أن «بوليفيا تشارك في احتفال الشعب البيروفي»، واصفًا كاستيلو بـ «شقيقه»، مشيرًا إلى أن الاثنين «سيواصلان النضال من أجل غد بالعدل والمساواة للشعب». كما هنأ إيفو موراليس ولويز إيناسيو لولا دا سيلفا، الرئيسان السابقان لبوليفيا والبرازيل، على التوالي، كاستيلو.
وصف نيد برايس، المتحدث باسم وزارة الخارجية الأمريكية، الانتخابات بأنها «نموذج للديمقراطية»، بينما قال: «نهنئ السلطات البيروفية على إدارتها الآمنة لجولة أخرى من الانتخابات الحرة والنزيهة والسهلة المنال والسلمية، حتى في ظل التحديات الكبيرة لوباء COVID-19». ووصف الاتحاد الأوروبي الانتخابات بأنها «حرة وديمقراطية».